# 1965 год в спорте
Список 1965 год в спорте описывает спортивные события, произошедшие в 1965 году.

## СССР
- Чемпионат СССР по боксу 1965;
- Чемпионат СССР по самбо 1965;
- Чемпионат СССР по классической борьбе 1965;
- Чемпионат СССР по лёгкой атлетике 1965;
- Чемпионат СССР по русским шашкам 1965;
- Чемпионат СССР по хоккею с мячом 1964/1965;
- Создан баскетбольный клуб «Нефтяник»;

### Волейбол
- Чемпионат СССР по волейболу среди женщин 1965;
- Чемпионат СССР по волейболу среди мужчин 1965;

### Футбол
- Чемпионат СССР по футболу 1965;
- Кубок СССР по футболу 1965;
- Кубок СССР по футболу 1965/1966;
- Созданы клубы:
  - «Агротехсервис»;
  - «Альфа»;
  - «Армавир»;
  - «Буровик»;
  - «Вента» (Вентспилс);
  - «Днепр-2»;
  - «Иртыш» (Павлодар);
  - «Нефтяник» (Бугульма);
  - «Равшан»;
  - «Салют» (Саратов);

### Хоккей с шайбой
- Чемпионат СССР по хоккею с шайбой 1964/1965;
- Чемпионат СССР по хоккею с шайбой 1965/1966;
- Созданы клубы:
  - «Енбек»;
  - «Нефтяник» (Альметьевск);

### Шахматы
- Личный чемпионат СССР по шахматной композиции 1965;
- Чемпионат СССР по шахматам 1964/1965;
- Чемпионат СССР по шахматам 1965;

## Международные события
- Кубок мира по волейболу среди мужчин 1965;
- Кубок чемпионов ФИБА 1964/1965;
- Кубок чемпионов ФИБА 1965/1966;
- Летняя Универсиада 1965;

### Чемпионаты Европы
- Чемпионат Европы по баскетболу 1965;
- Чемпионат Европы по боксу 1965;
- Чемпионат Европы по фигурному катанию 1965;

### Чемпионаты мира
- Чемпионат мира по биатлону 1965;
- Чемпионат мира по конькобежному спорту в классическом многоборье 1965;
- Чемпионат мира по фигурному катанию 1965;
- Чемпионат мира по хоккею с мячом 1965;
- Чемпионат мира по хоккею с шайбой 1965;

### Футбол
- Матчи сборной СССР по футболу 1965;
- Кубок африканских наций 1965;
- Кубок европейских чемпионов 1964/1965;
- Кубок европейских чемпионов 1965/1966;
- Кубок Либертадорес 1965;
- Кубок обладателей кубков УЕФА 1965/1966;
- Кубок обладателей кубков УЕФА 1964/1965;
- Кубок обладателей кубков УЕФА 1965/1966;
- Кубок ярмарок 1964/1965;
- Кубок ярмарок 1965/1966;
- Международный футбольный кубок 1965/1966;
- Финал Кубка европейских чемпионов 1965;
- Финал Кубка обладателей кубков УЕФА 1965;

### Шахматы
- Командный чемпионат Европы по шахматам 1965;
- Матч за звание чемпионки мира по шахматам 1965;
- Матчи претендентов 1965;

## Персоналии

### Родились
- 22 мая — Усова, Майя Валентиновна, российская фигуристка, чемпион мира и Европы 1993 года